# Spunta
Pour les articles homonymes, voir Spunta.
La 'Spunta' est une variété cultivée de pomme de terre d'origine néerlandaise, aux tubercules à peau jaune de grande taille et de forme allongée, d'utilisation assez polyvalente en cuisine.
Cette variété est inscrite au catalogue officiel des variétés en Espagne, en France, en Grèce, au Luxembourg et aux Pays-Bas depuis le 31 décembre 1967.
C'est l'une des variétés parmi les plus cultivées dans l’Europe du Nord-Ouest, notamment aux Pays-Bas et en France où elle a pris la première place, devant la 'Bintje', dans les emblavements de plants, souvent destinés à l'exportation vers le bassin méditerranéen. Elle est très cultivée dans les pays méditerranéens (Maghreb, Égypte) pour la production de pommes de terre nouvelles exportées vers l'Europe.

## Origine génétique
Elle est issue du croisement réalisé  en 1968 par un obtenteur néerlandais, J. Oldenburger, entre la variétés 'Béa' et un hybride américain, 'USDA 96-56', produit par les services de recherches du département de l'Agriculture des États-Unis.

## Principales caractéristiques
La 'Spunta' est une plante au port dressé, assez haute.
Les fleurs, relativement abondantes, sont de couleur blanche, avec parfois une légère coloration à la face inférieure de la corolle. La fructification est rare.
Les tubercules, très gros, réguliers, ont une forme allongée. Ils ont une peau jaune et lisse, aux yeux très superficiels, et la chair jaune pâle.
Les germes très grands sont colorés (anthocyanes).
Le rendement est élevé, avec une teneur en matière sèche moyenne.
Relativement résistante à la chaleur et à la sécheresse, c'est une variété qui s'adapte bien à la culture dans les pays chauds. Son point faible est sa sensibilité au mildiou.